# 310 př. n. l.

## Události
- balkánští Keltové napadli své jižní sousedy Autariaty
- Agathoklés ze Syrákús zaútočil na Kartágo v rámci válek o Sicílii

## Hlavy států
- Seleukovská říše – Seleukos I. Níkátor (312 – 281 př. n. l.)
- Egypt – Alexandr IV. Aigos (323 – 310 př. n. l.) » Ptolemaios I. Sótér (310 – 282 př. n. l.)
- Bosporská říše – Satyrus II. (311 – 310 př. n. l.) » Prytanis (310 př. n. l.) » Eumelos (310 – 304 př. n. l.)
- Bithýnie – Zipoetes I. (326 – 297 př. n. l.)
- Sparta – Kleomenés II. (370 – 309 př. n. l.) a Eudamidas I. (331 – 305 př. n. l.)
- Athény – Simonides (311 – 310 př. n. l.) » Hieromnemon (310 – 309 př. n. l.)
- Makedonie – Alexandr IV. Aigos (323 – 310 př. n. l.) » Kassandros (310 – 297 př. n. l.)
- Epirus – Alcetas II. (313 – 306 př. n. l.)
- Odryská Thrácie – Seuthes III. (330 – 300 př. n. l.)
- Římská republika – konzulové Quintus Fabius Maximus Rullianus a Gaius Marcius Rutilus Censorinus (310 př. n. l.)
- Syrakusy – Agathoklés (317 – 289 př. n. l.)
- Kartágo – Hamilcar II. (330 – 309 př. n. l.)
- Numidie – Zelalsen (343 – 274 př. n. l.)